# 3-羥基苯環己哌啶
3-羥基苯環己哌啶（別稱3-羥基苯環利定）是與苯環己哌啶（苯環利定）相關的芳基環己胺類解離型藥物，現作為策划药可網上出售。

## 藥理
3-HO-PCP在地佐環平（MK-801）的作用下可作為N-甲基-D-天門冬胺酸受體的高親和性非競爭性拮抗劑（Ki = 30 nM），它比苯環己哌啶（苯環利定）在地佐環平的作用下的親和性更高（Ki = 250 nM；相差8倍）。3-HO-PCP在動物試驗中亦與μ-鴉片受體（MOR；Ki = 39–60 nM）、κ-鴉片受體（KOR；Ki = 140 nM）與σ1受體（DOR；Ki = 42 nM；IC50 = 19 nM）具備高親和性，並僅與δ-鴉片受體具備低親和性（Ki = 2,300 nM）。3-HO-PCP對鴉片受體的高親和性在芳基環己胺中獨一無二，與苯環己哌啶（苯環利定）形成強烈對比：後者對μ-鴉片受體（Ki = 11,000–26,000 nM；相差282至433倍）、κ-鴉片受體（Ki = 4,100 nM）與δ-鴉片受體（Ki = 73,000 nM）的親和性非常低。
有假設稱3-HO-PCP可能為人類苯環己哌啶（苯環利定）的代謝產物，惟至今無確切證據表明事實如此。

## 化學
3-HO-PCP可由环己酮和哌啶为原料反应得到。环己酮、哌啶和1,2,3-三唑在甲苯中反应，得到相应的三唑環己哌啶中间体；中间体和3-甲氧基苯基溴化镁或3-甲氧基苯基锂在−78°C的四氢呋喃中反应，三唑基被取代，得到3-甲氧基苯環己哌啶，它再和三溴化硼反应，脱去甲基，得到3-HO-PCP。
3-HO-PCP為芳基環己胺，其结构类似物包括與之較類似的苯環己哌啶、3-甲氧基苯環己哌啶、4-甲氧基苯環己哌啶、3-甲氧基苯環己嗎啉，以及與之較不類似的氯胺酮、甲氧基胺酮、3-甲氧基乙環己哌啶（3-甲氧基乙環利定）、2-(3-甲氧基苯基)-2-乙胺環己酮、4-二甲基氨基-4-(對甲苯基)環己酮。

## 合法狀態
2012年10月18日，英国藥物濫用顧問局發佈一份有關2-(3-甲氧基苯基)-2-乙胺環己酮的報告，稱“2-(3-甲氧基苯基)-2-乙胺環己酮的危害相當於《1971年濫用藥物法令》下的第二級管制藥品”，惟事實上該法令並無根據藥物的危害對藥物進行分類。報告亦建議將2-(3-甲氧基苯基)-2-乙胺環己酮的所有類似物均列入為第二級管制藥物，並建議同時對所有包括3-HO-PCP在內的所有當時已有的及未有研究的芳基環己胺進行規管。
3-HO-PCP在瑞典與瑞士被禁用。